# Goralen

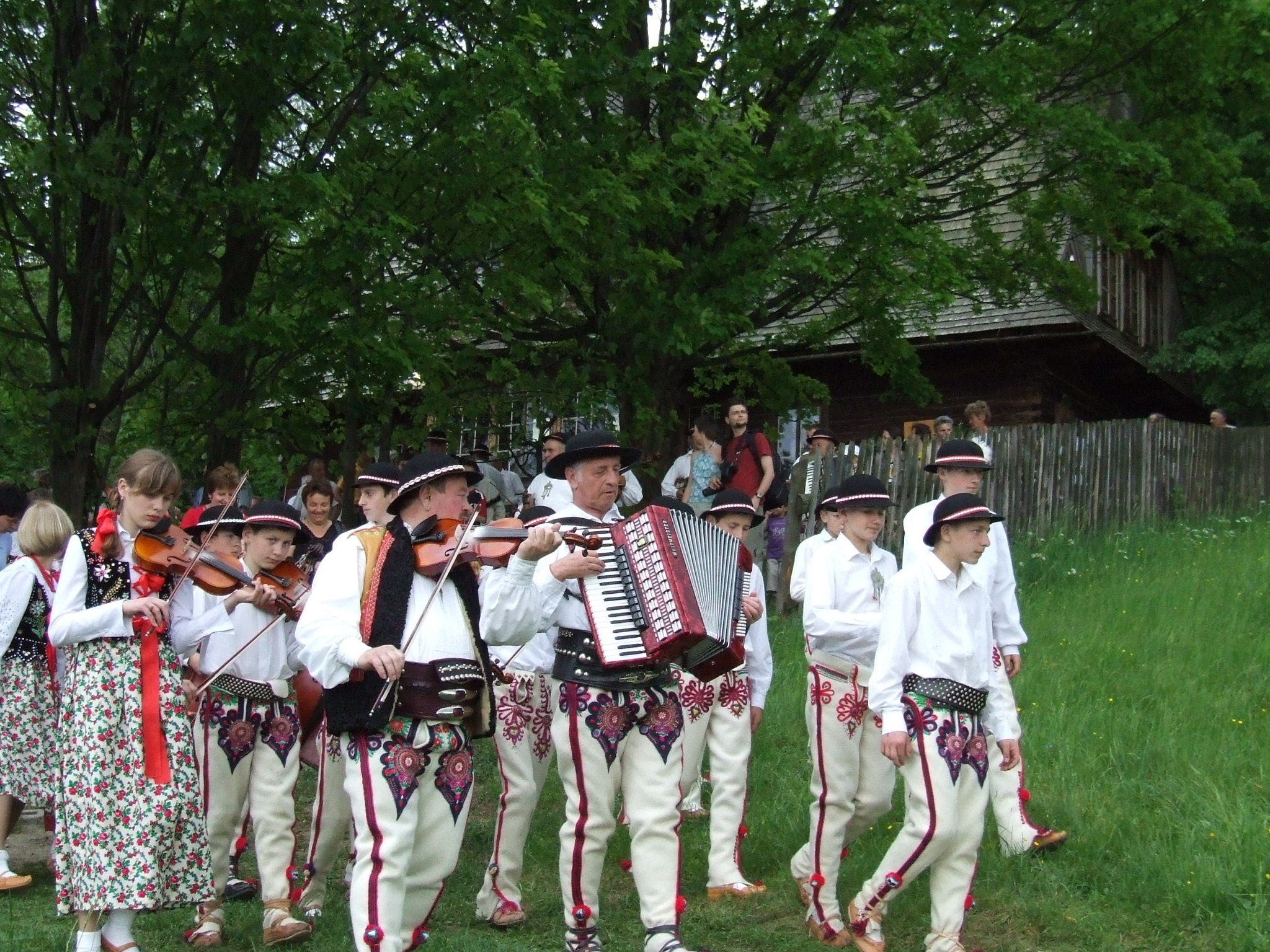
Klederdracht

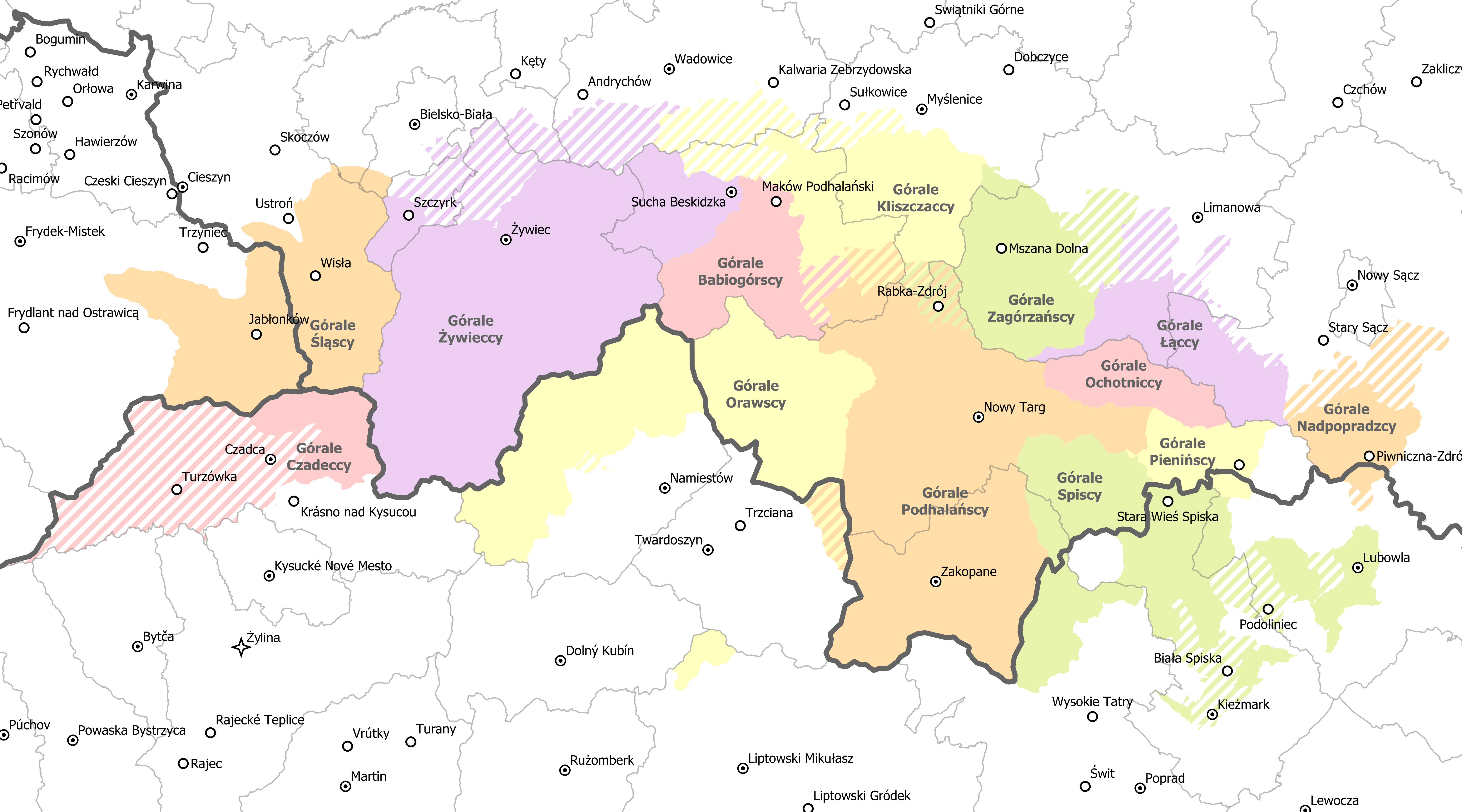
Kaart van de Goralen

De Goralen (Pools: górale, Goral-dialecten: górole)zijn een etnisch-culturele minderheid in Polen. Ze hebben van oudsher in de Goralen gewoond. De belangrijkste regio van de Goralen is Podhale, een streek die deel uitmaakt van het Tatragebergte op de grens met Slowakije.Ze zijn bezig met het verkrijgen van een minderheidsstatus in Slowakije.
De dialecten die door de Goralen worden gesproken, voornamelijk het Podhale-dialect is een van de dialecten van Polen.
Goraals:
E dy przýdźciéz choćkié ku nom na jakié posiady, coby my sié tyz krapke uweselyli.
Pools:
Przyjdzie do nas na imprezę, żeby się troszkę rozweselić.
In het Nederlands: Hij komt naar ons voor een feestje om zichzelf een beetje op te vrolijken.
De architectuur van de streek kenmerkt zich door traditionele houten huizen met houtsnijwerk aan de balken van balkons, dakkapellen en gevels.
De regionale klederdracht is bont en typerend. Deze wordt in ere gehouden als folkloristische traditie en vormde een geliefd onderwerp van verschillende Poolse genreschilders, bijvoorbeeld ook voor Stanisław Witkiewicz, de vader van Witkacy.
De Liederen en dansen der Goralen waren in 1961 te zien op het Holland Festival in Den Haag in een bewerking van Tadeusz Sygietynski en de choreograaf Witold Zapala.

## Afbeeldingen

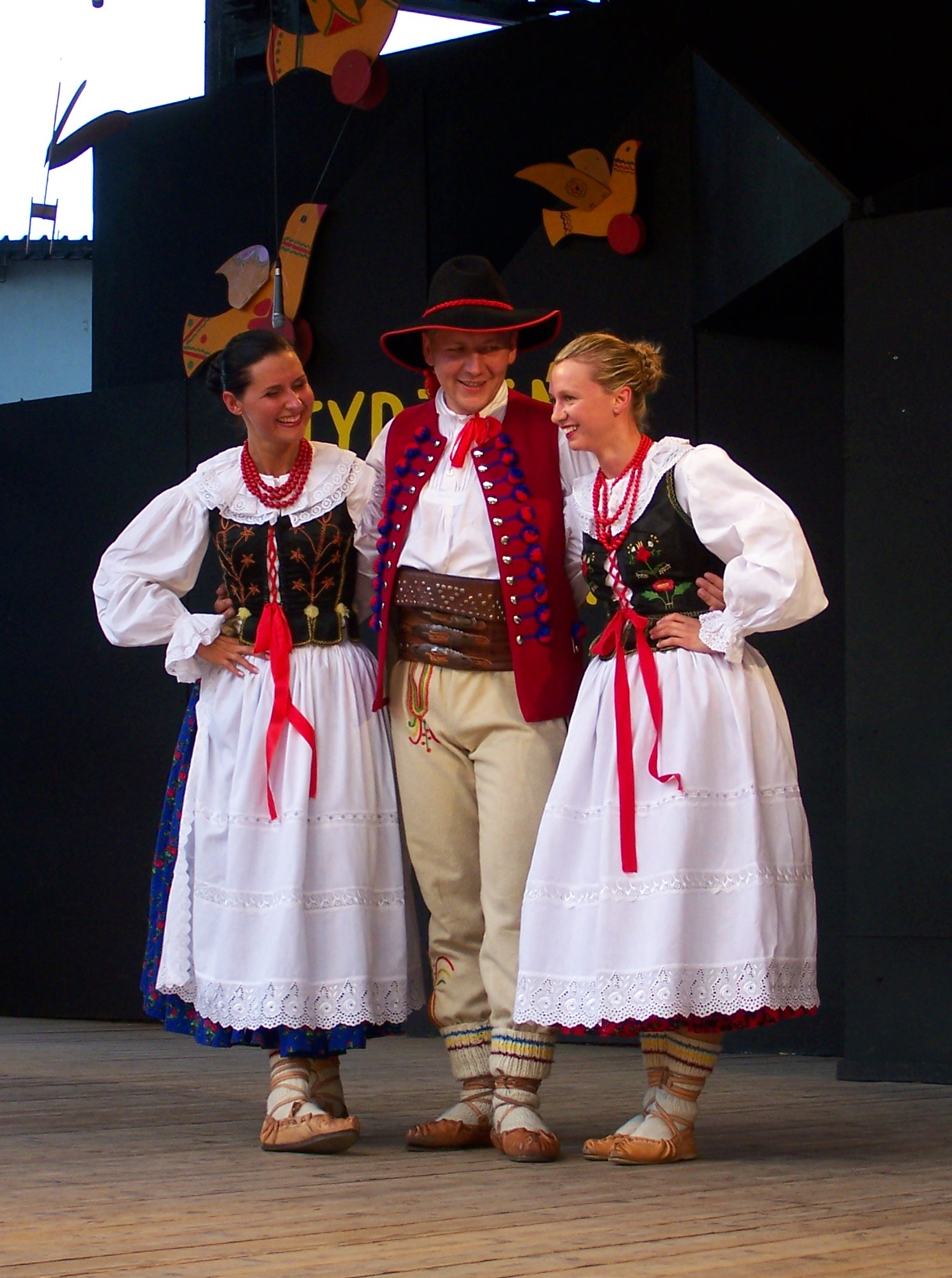
Folklore
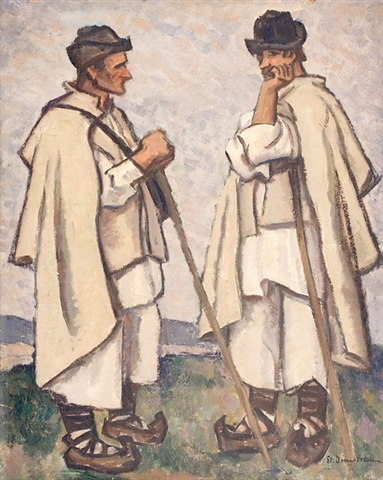
Schilderij Stefan Dimitrescu
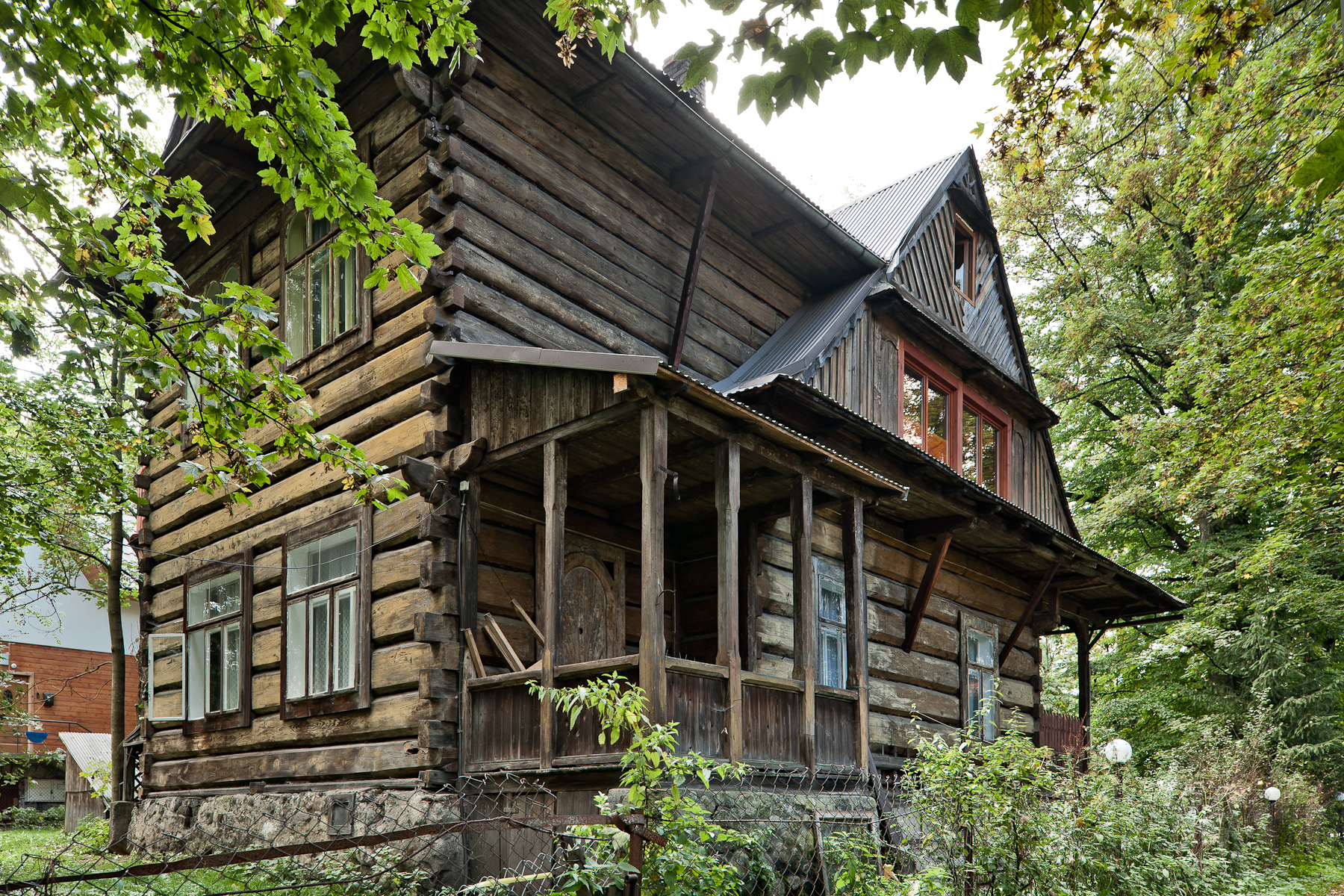
Zakopane
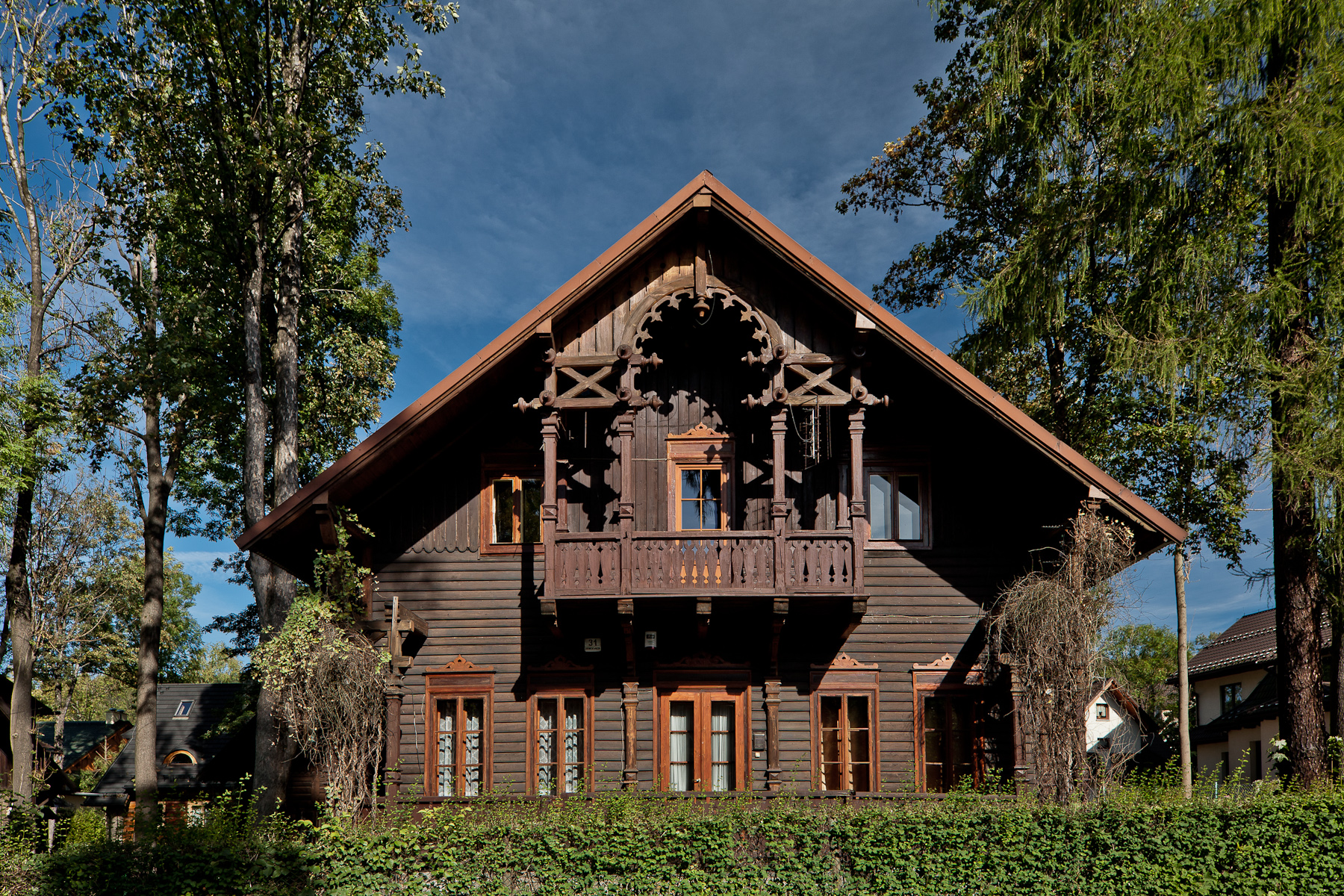
Grabówka III
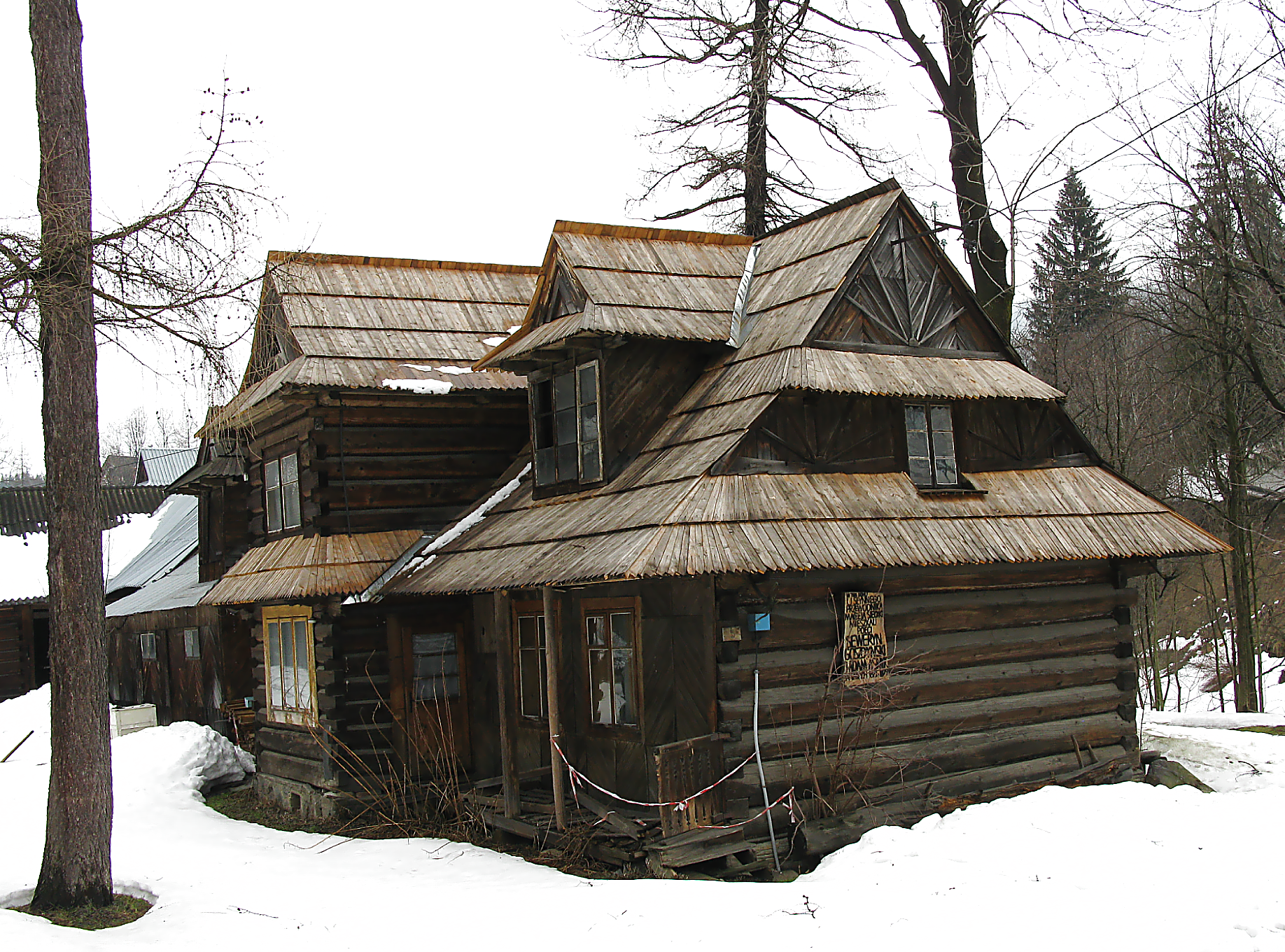
Huis uit ca. 1860